# Velásquez (kulle i Antarktis)
Velásquez är en kulle i Antarktis. Den ligger i Västantarktis. Argentina, Chile och Storbritannien gör anspråk på området. Toppen på Velásquez är 116 meter över havet.
Terrängen runt Velásquez är varierad. Havet är nära Velásquez norrut. Trakten är glest befolkad. Närmaste befolkade plats är Gonzalez Videla Station, 0,81 kilometer söder om Velásquez. 